# Yekepa
Yekepa – miasto w Liberii; w hrabstwie Nimba; liczy 25 tys. mieszkańców (2006). Leży blisko granicy z Gwineą.